# Blaesoxipha obuchovae
Blaesoxipha obuchovae är en tvåvingeart som beskrevs av Boris Borisovitsch Rohdendorf och Yu. G. Verves 1979. Blaesoxipha obuchovae ingår i släktet Blaesoxipha och familjen köttflugor.
Artens utbredningsområde är Uzbekistan. Inga underarter finns listade i Catalogue of Life.